# انجمن تجارت آزاد اروپا
انجمن تجارت آزاد اروپا (به انگلیسی: European Free Trade Association یا EFTA) انجمن مستقلی است که به موازات اتحادیه اقتصادی اروپا و همکاری با آن فعالیت دارد. این اتحادیه از چهار کشور ایسلند، لیختن اشتاین، نروژ و سوئیس تشکیل و در چهارم ژانویه ۱۹۶۰ بنیان‌گذاری شده‌است.

## تاریخچه و اعضا

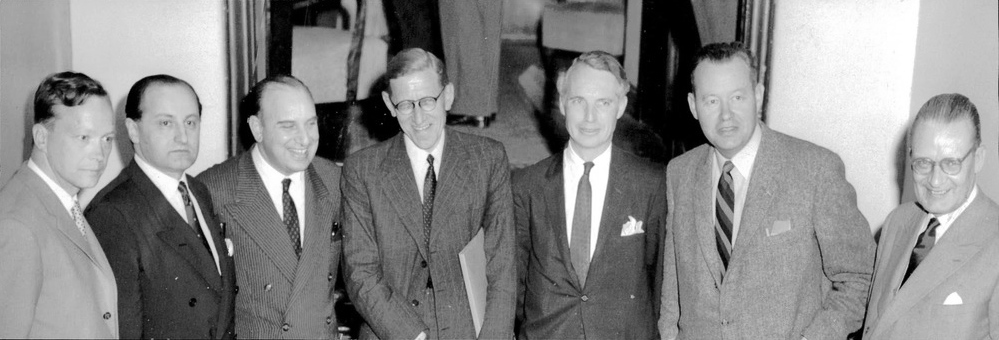
هفت عضو نمایندگان

پس از شکل‌گیری شش کشور در اتحادیه اقتصادی اروپا، هفت کشور اتریش، پرتغال، نروژ، دانمارک، سوئیس، سوئد و بریتانیا در دهه ۱۹۶۰ انجمن تجارت آزاد اروپا را بنیان نهادند. تفاوت عمده آن‌ها با اتحادیه اقتصادی اروپا در استقلال این کشورها در رابطه با تعرفه و مقررات گمرکی بود. نروژ و سوئیس از نخستین اعضای تشکیل دهندهٔ انجمن بودند. فنلاند و ایسلند و لیختن اشتاین در سال‌های بعد به آن پیوستند. با الحاق اتریش، سوئد و فنلاند به اتحادیه اروپا، آن‌ها از انجمن تجارت آزاد اروپا جدا شدند.

## کشورهای عضو
| پرچم        | کشور         | الحاق به انجمن | جمعیت     | وسعت کیلومتر مربع | مرکز     | تولید ناخالص داخلی میلیون(PPP) | تولید ناخالص داخلی (سرانه) (PPP) |
| ----------- | ------------ | -------------- | --------- | ----------------- | -------- | ------------------------------ | -------------------------------- |
| ایسلند      | ایسلند       | ۱ ژانویه ۱۹۷۰  | ۳۲۰٬۰۰۰   | ۱۰۳٬۰۰۰           | ریکیاویک | ۱۲٬۸۳۱                         | ۳۹٬۲۲۳                           |
| لیختن‌اشتاین | لیختن اشتاین | ۱ ژانویه ۱۹۹۱  | ۳۴٬۲۴۷    | ۱۶۰٫۴             | فادوتس   | ۳٬۵۴۵                          | ۹۸٬۴۳۲                           |
| نروژ        | نروژ         | ۳ مه ۱۹۶۰      | ۵٬۰۳۸٬۱۳۷ | ۳۸۵٬۱۵۵           | اسلو     | ۲۶۵٬۹۱۱                        | ۵۳٬۴۷۰                           |
| سوئیس       | سوئیس        | ۳ مه ۱۹۶۰      | ۸٬۰۰۰٬۰۰۰ | ۴۱٬۲۸۵            | برن      | ۳۶۳٬۴۲۱                        | ۴۵٬۴۱۷                           |